# إبرن
ابرن (بالألمانية: Ebern) هي بلدة ألمانية تقع في ألمانيا في بافاريا.